# Route 247 (Québec)
Pour les articles homonymes, voir Route 247.
La route 247 (R-247) est une route régionale québécoise d'orientation nord / sud située sur la rive sud du fleuve Saint-Laurent. Elle dessert la région administrative de l'Estrie.

## Tracé
L'extrémité sud de la route 247 est située à Stanstead sur l'A-55. Elle se termine 35 kilomètres au nord à Magog sur la route 141. Sur ses quatre premiers kilomètres, elle longe de près la frontière américaine, d'est en ouest. Ce segment de la route constitue la Rue Canusa, rue marquant la frontière canado-américaine et séparant Beebe Plain, Vermont de Beebe Plain, Québec. Elle fait ensuite un virage à angle droit pour longer la rive est du Lac Memphrémagog avant de se terminer dans le centre-ville de Magog.

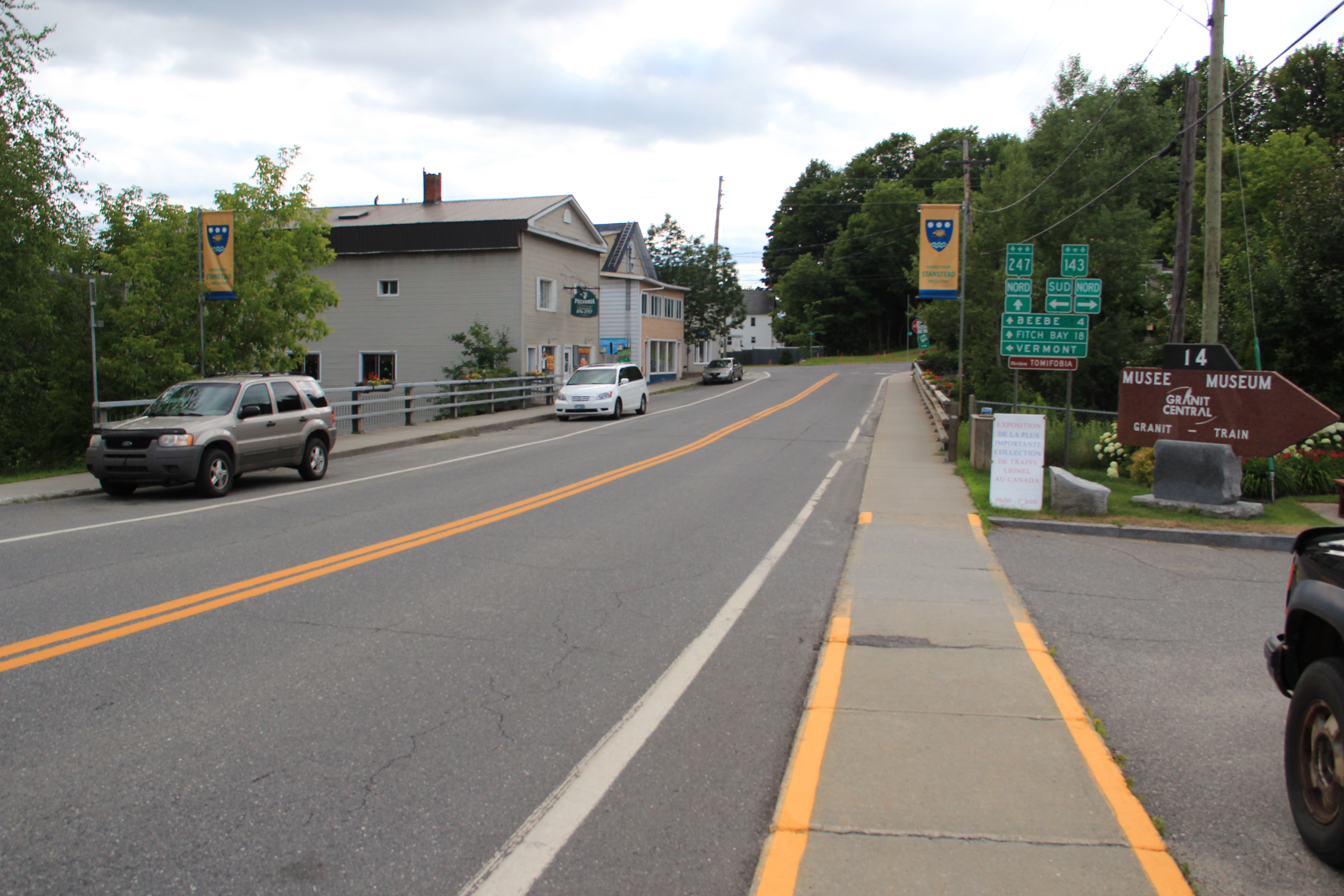
Pont sur la rivière Tomifobia à Stanstead.
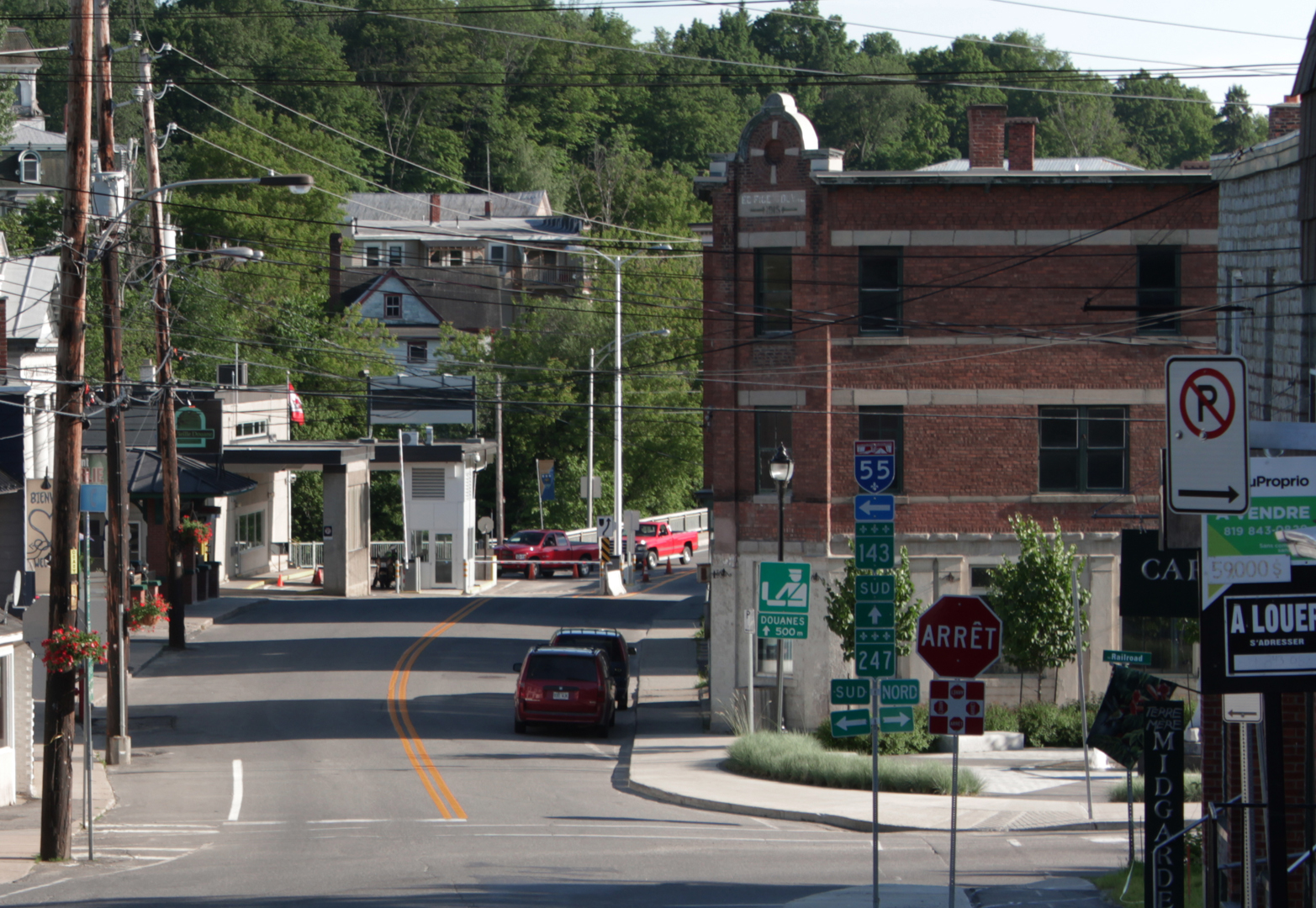
La route 247 longe la frontière canado-américaine à Stanstead.

## Localités traversées (du sud au nord)
Liste des municipalités dont le territoire est traversé par la route 247, regroupées par municipalité régionale de comté.

### Estrie
Memphrémagog
- Stanstead (Ville)
- Ogden
- Stanstead (Canton)
- Magog

## Intersections majeures
| MRC          | Municipalité | km    | Destinations                               | Notes                       |
| ------------ | ------------ | ----- | ------------------------------------------ | --------------------------- |
| Memphrémagog | Stanstead    | 0,00  | A-55 nord / I-91 sud – Sherbrooke, Vermont | Intersection à niveau       |
| Memphrémagog | Stanstead    | 0,90  | R-143 – Vermont, Sherbrooke                |                             |
| Memphrémagog | Stanstead    | 4,60  | Beebe Road – Vermont                       | Frontière canado-américaine |
| Memphrémagog | Magog        | 42,30 | R-141 – Montréal, Ayer's Cliff, Coaticook  |                             |
|              |              |       |                                            |                             |